# David Funck (Komponist)
David Funck (* 8. Januar 1648 in Sankt Joachimsthal; † 1. Januar 1701 in Ilmenau) war ein deutscher Komponist und Musiker aus Böhmen.

## Leben
David Funck war der Sohn des gleichnamigen Vaters (1615–1669), der in den 1640er Jahren Kantor in Sankt Joachimsthal war, danach in Reichenbach. In den Jahren 1672 und 1673 ist David Funck Junior an der Universität Jena nachweisbar, wo er Rechtswissenschaften studierte und sich der Musik- und Dichtkunst widmete. Funck hatte einen ausgezeichneten Ruf als Violinist, Gambist, Gitarrist und als Clavichordspieler. 1674 erhielt Funck eine Anstellung als Sekretär bei der verwitweten Fürstin Eleonore von Schleswig-Holstein-Sonderburg-Norburg in Norburg. Wegen Verfehlungen wurde er 1686 entlassen und fand eine Stelle als Kompositionslehrer in Reichenbach. Im März 1693 erhielt er eine Anstellung als Subrektor einer Lateinschule und als Organist in Wunsiedel, wo er 1694 heiratete. Laut Ratsprotokoll wurde Funck Ende 1698 eines Criminis Sodomiae verdächtigt und musste fliehen. Im Sommer 1700 erhielt er in Ilmenau an St. Jakobus seine letzte Anstellung.

## Werk (Auswahl)
- Davidis Funcii Bohemi Stricturae viola-di-gambicae, ex sonaris, ariis, intradis, allemandis, ert. quator violis da gamba concinendis promicantes (Leipzig, Jena, Rudolstadt, 1677) Die Sammlung, deren einziges Exemplar sich heute in der Nationalbibliothek in Paris befindet (F-Pn VM7 6263), besteht aus 43 durchnummerierten vierstimmigen, meist kurzen Tanzsätzen, die eine recht unterschiedliche Charakteristik aufweisen.

## Schriften
- Compendium musices (Leipzig, um 1670, verschollen)
- De proportione musica veterum et nostra disputationem academicam [...] publico examini sistet M. Johannes Riemer Saxo-hall. Respondente Davide Funccio (Jena, 1673)